# Coatecas Altas (kommun)
Coatecas Altas är en kommun i Mexiko.   Den ligger i delstaten Oaxaca, i den sydöstra delen av landet, 400 km sydost om huvudstaden Mexico City.
Följande samhällen finns i Coatecas Altas:
- Coatecas Altas
- La Escalera
- Poblete
- Chepeginio
- El Portillo